# Konflikt (film)
Konflikt – amerykański film noir z 1945 roku w reżyserii Curtisa Bernhardta.

## Fabuła
Richard Mason (Humphrey Bogart) morduje swoją żonę w nadziei na związanie się z jej młodszą siostrą.

## Obsada
- Humphrey Bogart - Richard Mason
- Alexis Smith - Evelyn Turner
- Sydney Greenstreet - Mark Hamilton